# 要港部
要港部（ようこうぶ、旧字体：要󠄁港󠄁部）は、日本海軍の機関で、海軍の根拠地で軍港に次ぐ規模の軍事港湾の呼称である要港に置かれた艦隊の後方を統轄した機関。
長は司令官であり、海軍少将または海軍中将が充てられた。昭和11年（1936年）6月、舞鶴要港部のみ司令官が親補職となり、海軍中将の補職が制度化された（それ以前より舞鶴要港部司令官は着任時に全て海軍中将）。昭和13年（1938年）11月、全ての要港部司令官が親補職となり、海軍中将の補職が制度化された。
鎮守府司令長官と要港部司令官の間に直接の指揮関係はなかった。
海軍の規模拡大に伴い、鎮守府だけでは破綻を来たした諸業務を分掌させるべく、より権限を拡大した警備府に改組された。

## 概要

### 前史
明治22年（1889年）に「鎮守府条例」を定めた際に、港務・海運を統率し、水雷隊を置いて警備する要港を模索した。この年の6月、伊藤雋吉軍令部長は候補地11港を西郷従道海軍大臣に具申したが、認可されなかった。
その11港は、鳥羽（三重県）・女川（宮城県）・宇和島（愛媛県）・竹敷（長崎県対馬）・若松（長崎県五島列島）・鹿児島（鹿児島県）・久慈（鹿児島県奄美大島）・馬関（山口県）・島前（島根県隠岐諸島）・七尾（石川県）・函館（北海道)である。
下って明治26年（1893年）11月、中牟田倉之助軍令部長は修正案を西郷大臣に商議した。11港の見直し、第五海軍区設置に伴う追加とともに、鎮守府の隷下機関と定義づけたものである。
- 横須賀海軍鎮守府管区　鳥羽・女川
- 呉海軍鎮守府管区　仙崎（山口県、馬関代替港）・佐伯（大分県、宇和島代替港）
- 佐世保海軍鎮守府管区　竹敷・鹿児島・久慈
- 舞鶴海軍鎮守府管区　島前・七尾
- 第五海軍区鎮守府管区　大湊（青森県、函館代替港）・厚岸(釧路)・声問(稚内)

### 要港部の設置
これを素案に要港指定と要港部設置が実行された。
- 明治29年（1896年）4月1日、竹敷要港部設置、大正元年（1912年）10月1日閉庁。
- 明治34年（1901年）7月4日、馬公要港部設置、昭和16年（1941年）11月20日、警備府に昇格。
- 明治38年（1905年）12月12日、大湊水雷団を大湊要港部に昇格、昭和16年（1941年）11月20日、警備府に昇格。
- 明治40年（1907年）、永興を要港指定(要港部を設置せず防備隊の管轄下に置く)、大正12年（1923年）4月1日指定解除。
- 大正3年（1914年）4月1日、旅順鎮守府を要港部に降格、大正11年（1922年）12月10日閉庁。昭和8年（1933年）4月20日、再設置。昭和16年（1941年）11月20日、警備府に昇格。
- 大正4年（1915年）、臨時青島要港部を設置、のち青島根拠地隊に改編。
- 大正5年（1916年）4月1日、鎮海防備隊を要港部に昇格、昭和16年（1941年）11月20日、警備府に昇格。
- 大正12年（1923年）4月1日、舞鶴鎮守府を要港部に降格、昭和14年（1939年）12月1日、鎮守府に復帰。
- 昭和13年（1938年）4月1日、徳山を要港指定（要港部を置かず燃料廠の管轄下に置く）
- 昭和16年（1941年）11月20日、大湊・馬公・鎮海・旅順の各要港部は、より権限の強い警備府に昇格。
- 昭和20年（1945年）敗戦とともに廃止。

## 汪兆銘海軍の要港部
日本の援助で整備された汪兆銘政権下の中国海軍でも、同様に要港部が設置されている。南京要港部及び1940年12月に開隊した威海衛要港部（当初は「基地部」と呼称）がその例である。
威海衛要港部は、青島や芝罘に基地区隊を分遣し、砲艦「海祥」などが所属していた。1941年12月時点では約430名の人員を擁した。司令官は少将職である。また、日本海軍派遣の軍事顧問団として、中国威海衛海軍要港部指導部が第3遣支艦隊の下に編成されている。首席指導官は1941年６月に大杉守一大佐、1942年4月に森田一男大佐など逐次交代している。